# Tartarugalzinho
Tartarugalzinho est une municipalité de l'Est de l'État de l'Amapá, située dans la mésorégion Nord, à 230 km de la capitale de l'État, Macapá. Sa population est de 12 395 habitants, pour une superficie de 6 712 km2. Sa densité populationnelle est donc de 1,85 hab/km².
Elle fait limite avec Pracuúba au Nord et au Nord-Ouest, Amapá au Nord-Est, Cutias au Sud-Est et Ferreira Gomes au Sud-Ouest.
Tartarugalzinho fut élevée à la catégorie de municipalité le 17 décembre 1987 par la loi nº 7 639.
São Raimundo, le patron de la municipalité est fêté en décembre.

## Histoire
Les anciens habitants racontent que la première installation à être mise en place fut celle de Tartarugal Grande, sur les rives du cours d'eau du même nom. Comme le fleuve comptait de nombreuses chutes d'eau qui compliquaient le transport et l'accès à la localité, certains habitants se déplacèrent vers un autre lieu plus pratique qu'ils appelèrent Tartarugalzinho. Ce nom fut donné en raison de la qualité d'affluent de l'autre voie fluviale (Tartarugalzinho signifie « petit Tartarugal », en opposition au « grand Tartarugal », Tartarugal Grande). Sur le Tartarugalzinho, il était plus facile d'opérer le transport des personnes comme du bétail par voie fluviale.

## Géographie
Le climat est équatorial super humide, avec une saison « sèche » de septembre à mi-décembre et une saison humide le reste du temps. Les précipitations atteignent 3 000 mm par an.
Températures :
- Maxima : 34 °C
- Moyenne : 27 °C
- Minima : 20 °C

## Économie et développement
Les origines du développement sont liées à la disposition géographique de la municipalité, comme point de référence sur le parcours de la BR-156 qui, aujourd'hui encore, continue à offrir de nombreux services aux voyageurs, tels que l'alimentation, le combustible et la vente de produits divers et variés. De plus, l'élevage développé dans les zones inondables est un facteur supplémentaire amplifiant l'intérêt économique du lieu. 
La découverte d'or aux environs de l'actuel siège de la municipalité, un changement du cours normal de la vie locale s'est opéré avec des conséquences marquantes sur le niveau de population, la protection de l'environnement et de la vie économique et sociale.
Une autre cause du peuplement de la localité fut l'installation de la compagnie AMCEL, entreprise de plantation et d'exploitation de pins, remplacée, ultérieurement, par la multinationale – toujours du secteur de la fabrication de cellulose – Chamflora. Des plantations d'eucalyptus sont aussi présentes pour approvisionner en matière première les industries de papier et de cellulose de Munguba, sur le territoire de la municipalité d'Almeirim, dans l'État du Pará. Ces industries font partie du controversé Projet Jari développé en 1967 par le milliardaire américain Daniel K. Ludwig sur les rives du Rio Jari, limite entre les deux États.
Actuellement, Tartarugalzinho cherche à amplifier ses activités économiques en se tournant vers l'écotourisme.